# Хитоми Обара
Хитоми Обара (Хачинохе, 4. јануар 1981 — 18. јул 2025) била је јапанска рвачица и олимпијски победница. На Светском првенству осам пута је освајала златну медаљу: 2000, 2001, 2005, 2006, 2007, 2008, 2010. и 2011. На Азијском првенству била је прва 2000. и 2005. На Азијским играма освојила је бронзу 2010. 
Дуго се такмичила у неолимпијској категорији до 51кг, али се пребацила у 48кг након што се њена сестра Макико повукла из спорта, са којом иначе није хтела да се бори. 2008. се чак и сама повукла из спорта верујући да никад неће ући у олимпијски тим Јапана, али завршетак каријере сестре охрабрио ју је да се врати спорту. Члан олимпијског тима Јапана постала је у Лондону 2012, и на свом дебитантском наступу освојила је олимпијско злато.